# Rhonestock
Rhonestock – szczyt w Alpach Berneńskich, części Alp Zachodnich. Leży w Szwajcarii na granicy kantonów Uri i Valais. Sąsiaduje z Tiefenstock na południu. Można go zdobyć ze schroniska Dammahütte (2430 m) lub  Sidelenhütte (2708 m).